# Thayatal
Nationalparken Thayatal ligger i Österrike i dalgången av floden Thaya vid gränsen mot Tjeckien. På den tjeckiska sidan ansluter nationalparken Podyjí. Den österrikiska nationalparken täcker en yta på 1 330 hektar. I parken finns två borgar, Hardegg och Kaja. Den förhärskande bergarten i bergsregionen ovanpå dalgången är gnejs.
Thayatal är Österrikes minsta nationalpark men utmärker sig genom ett stort antal olika växtarter. I hela dalgången (nationalparker Thayatal och Podyjí) registrerades 1 288 olika arter. Orsaken är nationalparkens läge vid gränsen mellan den kyliga klimatzonen vid Atlanten och den varma zonen på Balkan. På skuggiga norrut riktade slänter förekommer bokskogar med några tysklönnar, idegranar och skogsalmar. I undervegetationen hittas krollilja, arter av tibastsläktet, oxalisar, tandrot, lundslok (Melica uniflora) och vid vissa ställen även stor skogslilja.
På de torra östliga slänterna kännetecknas skogen av ek och avenbok. Nedfallna träd skapar ett gynnande habitat för ekoxens larver.
Bland större sällsynta djurarter i nationalparken kan nämnas utter, vildkatt, havsörn, svart stork, berguv och korp. Flera kräl- och groddjur som rutsnok, hasselsnok, eskulapsnok, smaragdödla (Lacerta viridis) och vattensalamandrar lever i parken. Hittills iakttogs 950 arter av fjärilar och 19 fladdermössarter på bägge sidor av floden.